# شلومو دايان
شلومو دايان هو حاخام وسياسي إسرائيلي، ولد في 6 نوفمبر 1952 في تطوان في المغرب. نشط حزبياً في شاس. وقد انتخب عضو الكنيست ‏ (21 نوفمبر 1988 – 13 يوليو 1992).